# Klaus-Jürgen Müller
Klaus-Jürgen Müller (* 27. Februar 1930 in Hamburg-Bergedorf; † 30. Januar 2011 in Hamburg) war ein deutscher Historiker. Er gehörte zu den führenden Vertretern einer modernen Militärgeschichtsschreibung.

## Leben und Wirken
Das Abitur legte Müller an der Hansa-Schule in Bergedorf ab. Anschließend studierte er 1949/50 Geschichte und Latein an der Universität Freiburg i. Br. und von 1950 bis 1955 an der Universität Hamburg. 1955 und 1957 folgten das Erste und Zweite Staatsexamen. Im Jahr 1955 wurde er am Historischen Seminar in Hamburg bei Egmont Zechlin promoviert mit einer Arbeit über das britisch-französische Verhältnis im Jahr 1940. Von 1955 bis 1959 war Müller im Hamburger Schuldienst. Anschließend war er von 1959 bis 1967 am Militärgeschichtlichen Forschungsamt in Freiburg tätig. Dort bearbeitete er die aus den Vereinigten Staaten zurückkehrenden Archivalien zur deutschen Wehrmacht. 1970 erfolgte die Habilitation mit der Arbeit Das Heer und Hitler. Armee und nationalsozialistisches Regime 1933–1940. Die Studie fand höchste Anerkennung in Fachkreisen und wurde zum maßgeblichen Werk. Von 1967 bis 1970 war er Dozent an der Stabsakademie der Bundeswehr Hamburg.
Von 1970 bis 1973 lehrte Müller als Professor für Neuere Geschichte und Didaktik der Geschichte an der Pädagogischen Hochschule Ludwigsburg, 1973 wechselte er auf eine Professur für Neueste Geschichte an der Universität der Bundeswehr Hamburg, die er bis zu seiner Emeritierung 1995 innehatte. Zu seinen akademischen Schülern gehörten u. a. Eckard Michels, Thomas Eugen Scheerer, Gerhard Schreiber und Bernd Wegner, der sein Nachfolger wurde. Müller war seit 1977 Honorarprofessor an der Universität Hamburg. Er hatte Gastprofessuren in Tel Aviv (1975), an der Université Paris IV-Sorbonne (1984), der Université Paul Valérie à Montpellier (1987) und am St Antony’s College (1991/1992) inne. Von 1982 bis 1986 war Müller Vorsitzender des Komitees der Bundesrepublik Deutschland für die Geschichte des Zweiten Weltkrieges. Von 1988 bis 1990 war er Präsident des Deutsch-Französischen Komitees für die Geschichte Frankreichs und Deutschlands im 19. und 20. Jahrhundert. Er war Mitglied der Clausewitz-Gesellschaft.
Seine Forschungsschwerpunkte waren die Geschichte der internationalen Beziehungen, die deutsch-französischen Beziehungen, die französische Zeitgeschichte, die Geschichte des Militärs im 20. Jahrhundert und der deutsche Widerstand gegen den Nationalsozialismus. Sein Verdienst ist es, dass die Militärgeschichtsschreibung in den letzten drei Jahrzehnten durch die Einbeziehung politischer, wirtschaftlicher und gesellschaftlicher Aspekte aus der verengten „kriegsgeschichtlichen“ Perspektive sich löste und zu einem anerkannten Feld der Geschichtswissenschaft wandelte. Seine Arbeit über Generaloberst Ludwig Beck (2008) gilt als Standardwerk. Müller befasste sich mehr als vier Jahrzehnte mit Beck. Im Jahre 1980 legte er eine umfangreiche Studie zur politisch-militärischen Vorstellungswelt des Generalstabschefs vor. Nach Müllers These gehörte Beck zum herausragenden Vertreter einer „Zwei-Säulen-Theorie“, wonach Heer und Partei als gleichberechtigte Machtfaktoren den NS-Staat lenken sollten. Müller erhielt im Jahre 1987 für seine Verdienste beim Aufbau der Universität der Bundeswehr das Bundesverdienstkreuz am Bande. Im Jahre 1990 wurde er Chevalier dans l’Ordre des Palmes Académiques mit der höchsten akademischen Auszeichnung Frankreichs bedacht. 2002 wurde ihm die Ehrendoktorwürde der Universität Paris XII Val de Marne verliehen.
Müller war ab 1960 verheiratet. Aus der Ehe gingen zwei Kinder hervor.

## Schriften (Auswahl)
Ein Schriftenverzeichnis ist erschienen in: Ernst Willi Hansen, Gerhard Schreiber, Bernd Wegner (Hrsg.): Politischer Wandel, organisierte Gewalt und nationale Sicherheit. Beiträge zur neueren Geschichte Deutschlands und Frankreichs. Festschrift für Klaus-Jürgen Müller (= Beiträge zur Militärgeschichte. Band 50). Oldenbourg, München 1995, ISBN 3-486-56063-8, S. 551–558.
Monographien
- Armee, Politik und Gesellschaft in Deutschland 1933–1945. Studien zum Verhältnis von Armee und NS-System. 4. Auflage. Schöningh, Paderborn 1986, ISBN 3-506-77451-4.
- Das Heer und Hitler. Armee und nationalsozialistisches Regime, 1933–1940. 2. Auflage. DVA, Stuttgart 1988, ISBN 3-421-01482-5.
- Generaloberst Ludwig Beck. Eine Biographie. Schöningh, Paderborn u. a. 2008, ISBN 978-3-506-72874-6.

Herausgeberschaften
- mit Wolfgang von Groote: Napoleon I. und das Militärwesen seiner Zeit. Rombach, Freiburg im Breisgau 1968.